# Braunfels
Braunfels település Németországban, Hessen tartományban. Lakosainak száma 11 167 fő (2023. december 31.). Braunfels Leun, Solms, Schöffengrund és Waldsolms községekkel határos.

## Népesség
A település népességének változása:
| Lakosok száma | 11 510 | 10 973 | 10 976 | 10 994 | 11 131 | 11 167 |
|               | 2012   | 2017   | 2019   | 2021   | 2022   | 2023   |